# Bisse-Vieux
Le Bisse-Vieux est un bisse valaisan de 5,9 kilomètres de long situé dans le district de Conthey et, plus précisément, sur la commune de Nendaz.
Il puise son eau dans la Printze et s'écoule jusqu'à Haute-Nendaz sous forme de bisse. De là, il rejoint le Rhône à la hauteur de la route de Bieudron, sous forme de torrent. Il est également appelé Bisse d'En Haut par les cartographes de l'époque, mais la dénomination populaire prendra le dessus.

## Histoire
L'année de construction de ce bisse n'est pas connue mais une publication communale datant de 1658 fait mention de ce canal, ce qui laisse supposer qu'il existait depuis quelques années déjà, faisant de ce bisse, le plus ancien de la commune.
Il est encore utilisé de nos jours pour l'irrigation des prairies et des cultures, en particulier pour les abricotiers et les framboises, dans la région de Haute-Nendaz, de Fey et de Bieudron.

## Parcours
« Le Bisse-Vieux dessert la plus grande étendue de territoire de tous les bisses de la commune de Nendaz. Il se dérive de la Printze à Lavanthier, entre les mayens et l'alpage de Tortin. Il coule ensuite entre la forêt et les mayens comme s'il y avait depuis le fond des âges fixé la limite inférieure des bois. A deux passages, la Grande et la Petite Avalanches, il a fallu emprisonner l'eau dans un canal couvert. Ces lieux dits désignent deux couloirs qui descendent de la face est du Bec de Nendaz. Chaque année, ou presque, des masses de neige se précipitent dans la grande pente, couchant au sol les vernes et les mélèzes qui s'obstinent à pousser entre les plus grandes coulées qui vont s'amonceler au fond de la vallée. Après les mayens de Lavanthier et les « Avalanches », le bisse se déroule en un parcours idyllique dans la forêt compacte jusqu'à la cascade du Dix-Huit. Le bisse reprend son cours calme, traverse les mayens de la Berdoudaz, du Quatroz, de la Combe, puis tourne au plein ouest, s'enfonce dans la forêt de sapins des Largey, traverse une zone de mayens avant de changer de nom en celui de torrent, chutant dans les parchets inférieurs du Chaèdoz, de Plozery, des Montets, des Tsintres, de la Retzache, enfin des terres de Fey et de Bieudron, pour déverser dans le Rhône des surplus quand il y en a. » décrit Cyrille Michelet dans son ouvrage.

### Le Dix-Huit

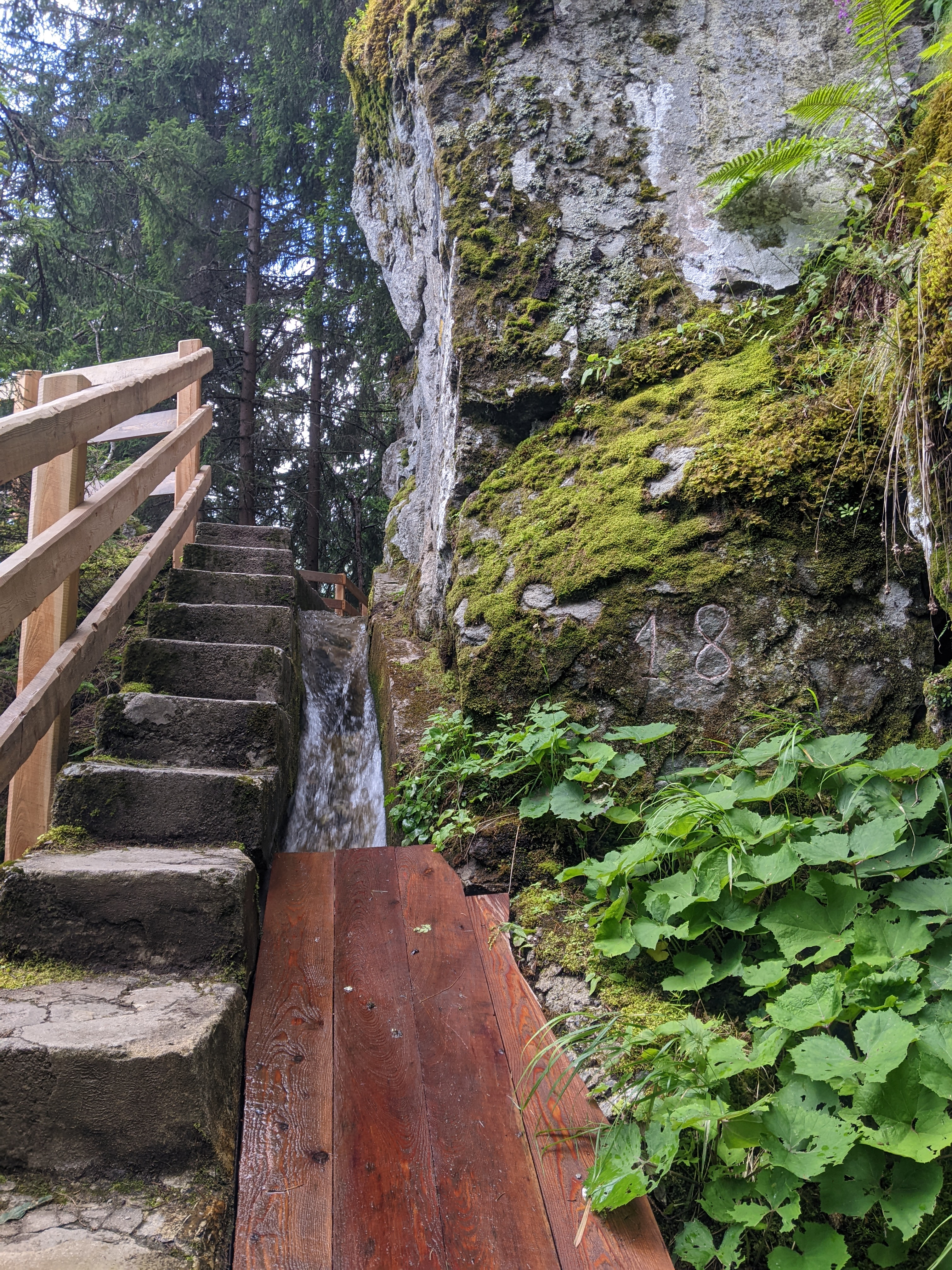
Le chiffre 18 est gravé dans la roche au-dessus de la cascade.

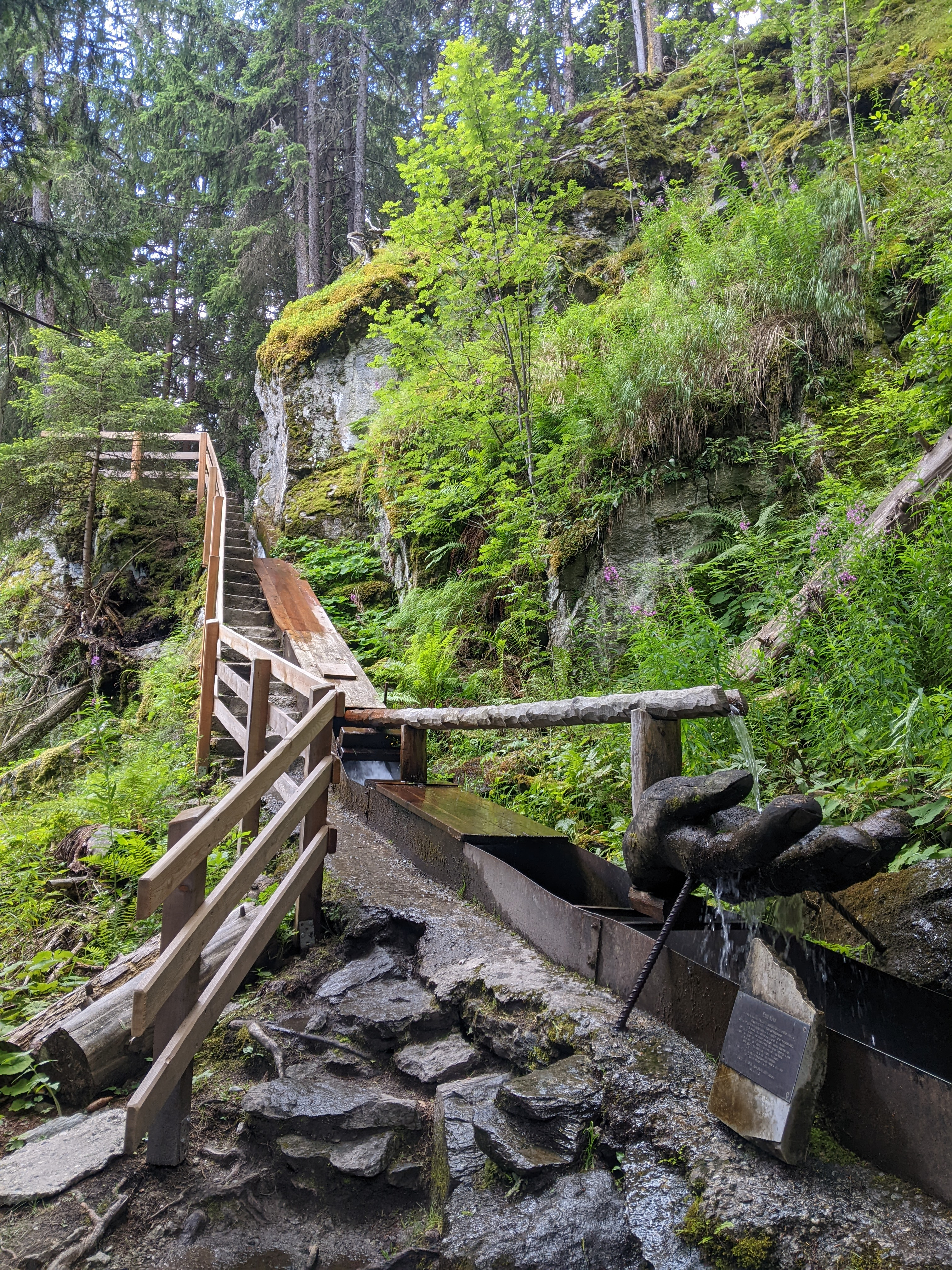
Vue de la Cascade du 18 avec sa sculpture en forme de main

Le « Dix-Huit » est une cascade artificielle de 4 ou 5 mètres de haut. Les constructeurs du Moyen Âge n'ont pas eu d'autre choix que de passer par là avec le bisse. À l'époque inconnue où le consortage voulut résoudre sans rien débourser le problème de la canalisation de la cascade, il décida d'allonger d'un tour le cycle des droits d'eau et d'allouer cette journée de prolonge à qui prendrait en charge l'aménagement et l'entretien de ce passage. À cette époque, le nombre de tour était de dix-sept, et il fut créé le dix-huitième tour qui donna son nom à la cascade. En 1922, le bois de la canalisation est remplacé par un canal en béton et le vieil escalier de dalles branlantes par un escalier cimenté.
La Cascade du 18 est agrémentée depuis 2010 par une sculpture de l'artiste fribourgeois Raphaël Pache. Une plaque portant ce message y est apposée:
Eau vive
Cette main recevant l’eau et la refilant dans le même courant suggère que l’eau n’est qu’empruntée, qu’elle poursuit son cycle perpétuel et qu’il faut en prendre soin. Main bienveillante, ouverte et réceptive, sensible,  qui reçoit et laisse filer entre ses doigts écartés sans retenir.  La main ne capte pas l’eau tout à fait, elle ne se l’approprie pas.  Elle la saisit un instant puis la retourne au bisse afin qu’elle poursuive sa course vivifiante. Principal constituant des êtres vivants,  l’eau est une ressource commune universelle à préserver et à passer saine, au suivant. Sculpture de M. Raphaël Pache, 1753 Matran  Juillet 2010

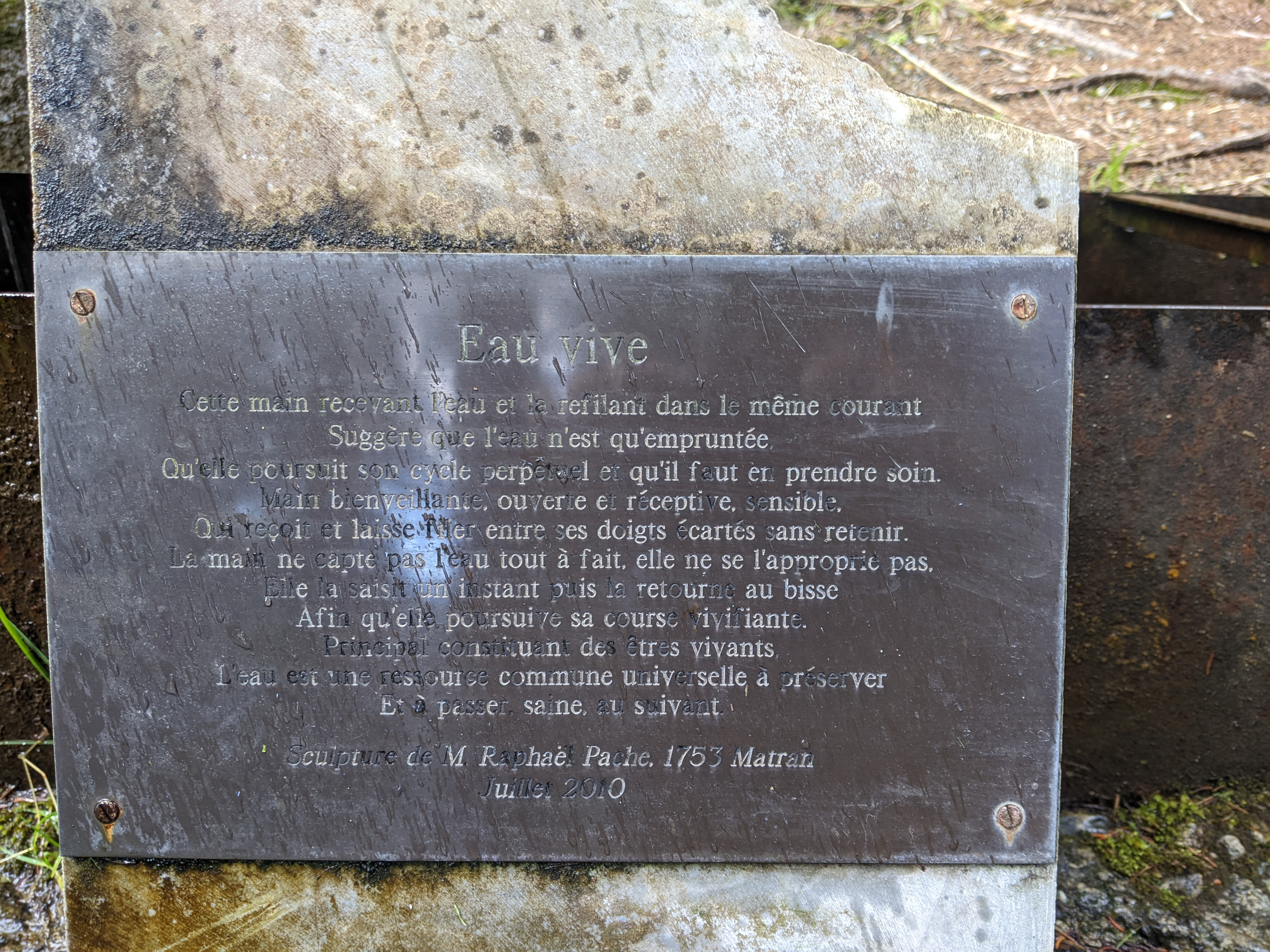
Plaquette de la sculpture

## Géographie

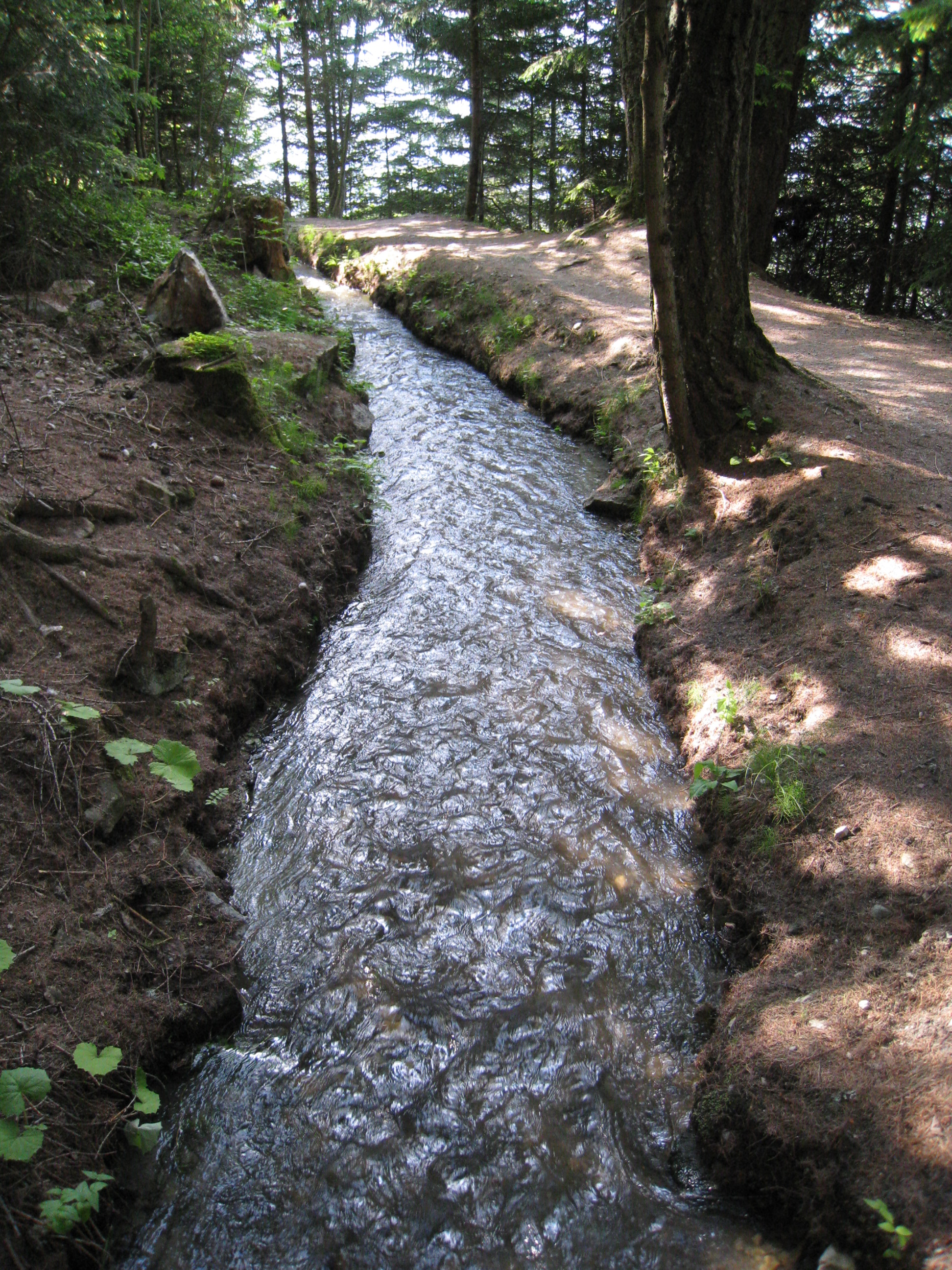
Le Bisse-Vieux, vers Haute-Nendaz

- Départ : Mayens-des-Eaux entre Siviez et Planchouet, 1 579 m
- Arrivée : Haute-Nendaz, 1 425 m
- Longueur : 5,9 km

À son arrivée à Haute-Nendaz, le bisse se transforme en torrent en se dirigeant vers la plaine et rejoint le Rhône vers Bieudron.
À l'heure actuelle, le bisse est alimenté en eau toute l'année sur la totalité de son parcours.